# Hui’an

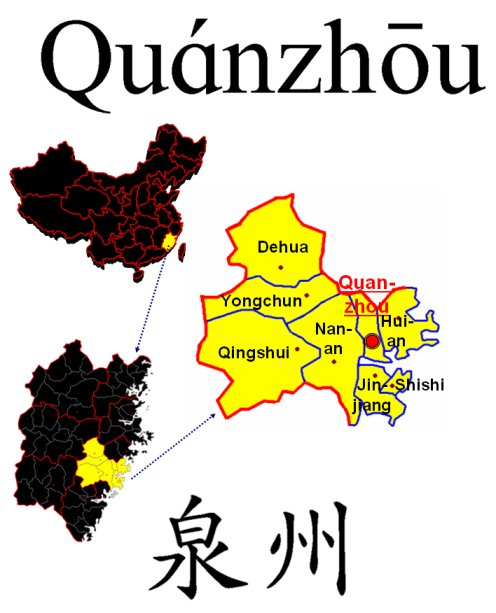
Kreisebene der Stadt Quanzhou

Hui’an (chinesisch 惠安县, Pinyin Huì’ān Xiàn) ist ein südostchinesischer Kreis der bezirksfreien Stadt Quanzhou in der Provinz Fujian. Er hat eine Fläche von 766,6 km² und zählt 1.030.626 Einwohner (Stand: 2020). Sein Hauptort ist die Großgemeinde Luocheng 螺城镇.
Die Stadtmauer von Chongwu (Chongwu chengqiang 崇武城墙) steht seit 1988 auf der Liste der Denkmäler der Volksrepublik China (3-61).